# 高見政顕
高見 政顕（たかみ まさたか、1995年10月5日 - ）は、愛知県出身のフットサル選手。シュライカー大阪所属。ポジションはゴレイロ。

## 経歴
1995年に愛知県に生まれ、父親の転勤によって大阪府、ベルギーのブリュッセル、愛知県、山梨県、愛知県と転居を繰り返した。ベルギーの幼稚園に通っていた時にサッカーを始め、2002年の日韓ワールドカップに出場したオリバー・カーンやジャンルイジ・ブッフォンに憧れてキーパーを志した。スポーツ推薦で山梨県立韮崎高等学校に進学、高校3年時の2013年夏には高校総体に出場した。同年にはデウソン神戸の練習に参加し、高校卒業後には名古屋オーシャンズU-21に加入した。
2016年には名古屋オーシャンズサテライトに昇格し、2018年には名古屋オーシャンズトップチームに昇格した。
2019年にシュライカー大阪に移籍した。2021年12月、日本代表候補トレーニングキャンプに初招集された。2022年3月、日本代表のアラブ首長国連邦(UAE)遠征に招集された。

## 所属クラブ
サッカー
- 山梨県立韮崎高等学校サッカー部

フットサル
- 2014-2016 名古屋オーシャンズU-21
- 2016-2018 名古屋オーシャンズサテライト
- 2018-2019 名古屋オーシャンズ
- 2019- シュライカー大阪

## タイトル
名古屋オーシャンズ
- Fリーグ : 2017、2018
- Fリーグ オーシャンカップ : 2018
- JFA 全日本フットサル選手権大会 : 2019